# Leptictidium prouti
Leptictidium prouti és una espècie mamífer extint de la família dels pseudorrincociònids. Fou descrit per Jerry J. Hooker l'any 2013 a partir d'una dent m3. Se n'han trobat restes fòssils al Regne Unit, en estrats de l'Eocè inferior. Es tracta de l'espècie més petita del gènere i es diferencia de les altres en la curvatura de l'hipocònid de la P₄ i l'absència d'entocònid a l'M₃. L'espècie està dedicada a Jim Prout, el descobridor de l'holotip.
Els paracònids molars són més baixos que en qualsevol altra espècie de Leptictidium, tret de L. auderiense i L. nasutum. Hooker també ha assignat a L. prouti dents m1/2, p2 i p4. L'holotip fou trobat al Llit Conquil·lífer de Lessness, al sud-est de Londres.